# 奧地利鑄幣廠

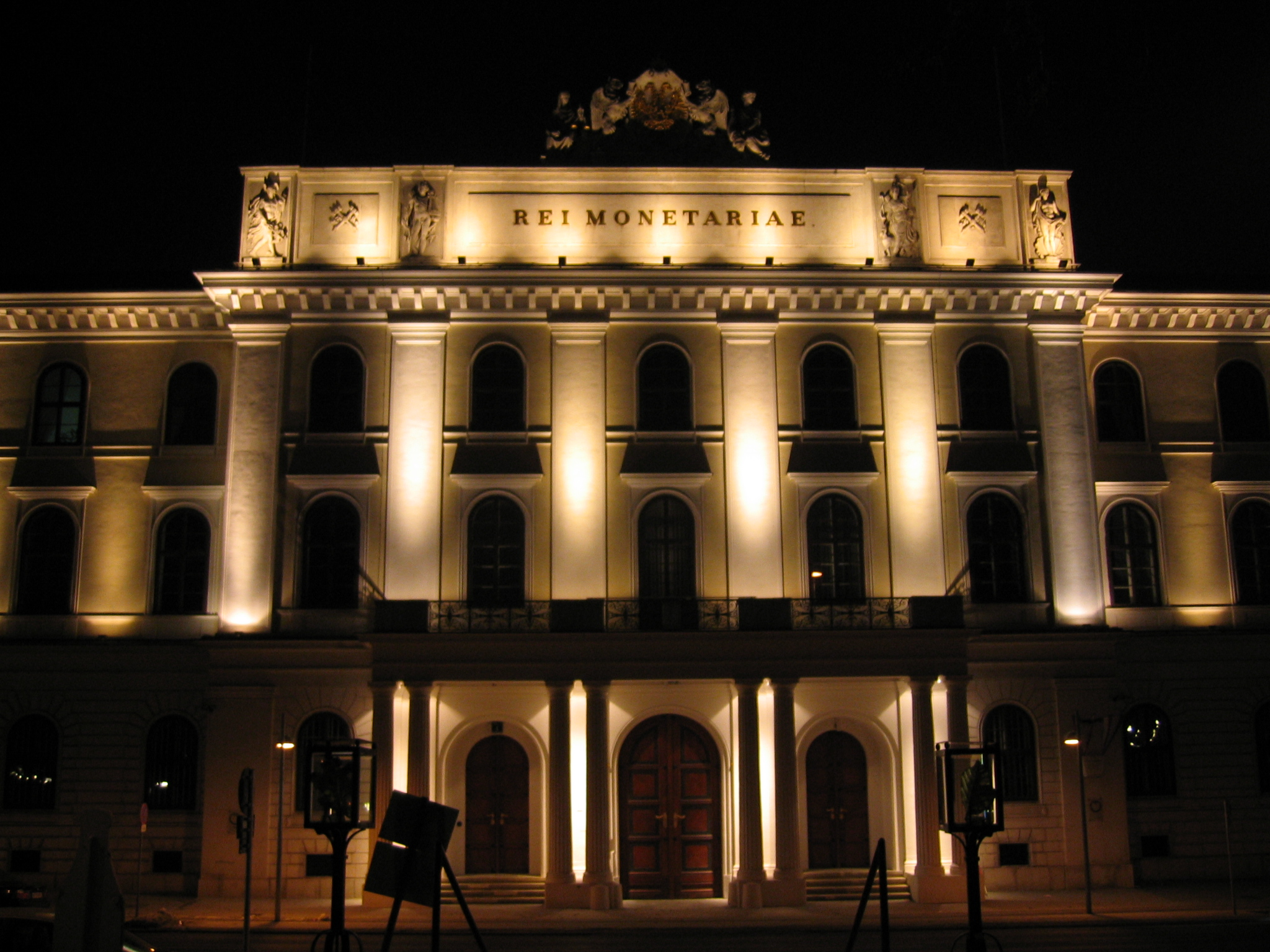
奧地利鑄幣廠

奧地利鑄幣廠（德語：Münze Österreich）是維也納的一家鑄幣廠，生產奧地利的硬幣。1989年開始，奧地利鑄幣廠實現公司化，是奧地利國家銀行的子公司之一。
奧地利鑄幣廠的歷史可追溯至1194年。2002年之前，奧地利鑄幣廠生產奧地利先令的硬幣。2002年之後，奧地利鑄幣廠生產奧地利的歐元硬幣。

## 外部連結
- 官方网站 (English language)

48°12′13″N 16°22′58″E / 48.20361°N 16.38278°E